# Alsalamskolan
Alsalamskolan var en muslimsk friskola i Örebro ("fristående skola med arabisk profil") som grundades år 2003. Skolan låg på Hagagatan i Västhaga i Örebro. Verksamheten bedrevs av Al-Risalah Skandinaviska Stiftelse. Skolan bedrev undervisning från förskolan till årskurs 9, och drev också fritidshem. Alsalamskolan räknade 2016 med att ha ungefär 300 elever varav 60 på högstadiet. År 2016 uppstod brand i en del som höll på att tillbyggas och polisen misstänkte mordbrand. Skolan är stängd sedan december 2021 då stiftelsen som drev skolan stängdes ute från bankkonton och inte heller kunde försäkra verksamheten.

## Ledarskap
Sommaren 2017 försökte skolledningen avskeda ordföranden eftersom denne bodde i Saudiarabien och hade svårigheter att deltaga i styrelsemöten.
- Hussain Aldaoudi, skolchef 2019[7]
- Solveig Sandin, rektor 2018 [8]
- Anna Sophia Olovdotter, rektor 2018 [9]
- Shahin Mahmod, rektor våren 2017[5]
- Anders Östman, rektor 2017[10][11]
- Mats Olsson, rektor 2017 [12]
- Shahin Mahmoud, rektor 2011-2017[13][14]
- Matz Liljesson, rektor 2005-2010 [15]
- Hussein al Daoudi, skolchef år 2005-2015.[10][11]
- Elizabeth Söderling, rektor år 2003[16]

## Finansiering
Alsalamskolan tar genom Al-Risalah stiftelse emot 100 000–150 000 kronor per år i bidrag från en stiftelse med anknytning till Al-Haramain Islamic Foundation, en saudisk missionsstiftelse som företräder den wahhabitiska formen av islam och som står med på FN:s terrorlista. Al-Haramain har, enligt USA, givit finansiellt stöd till flera av al-Qaidas grenar.

## Kritik

### 2007
År 2007 kritiserade Skolverket skolan för att inte uppfylla de krav som ställts på skolans likabehandlingsplan om förbud mot diskriminering och annan kränkande behandling av barn. Personalen inom förskoleverksamheten uppgav 2010 att hot från skolledningens sida mot personalen hade förekommit. Skolan genmälde att inga klagomål på arbetsmiljön inkommit och att påståendena var lögner.

### 2011
Skolan anmäldes år 2011 av RFSL Ungdom eftersom skolchefen i Uppdrag Granskning uttalat att "en riktig muslim inte kan vara homosexuell" trots att skolan har en likabehandlingsplan.

### 2017
Våren 2017 kritiserade Skolinspektionen skolan på 30 punkter och verksamheten fick ett vitesföreläggande på 500 000 SEK. En del av bristerna åtgärdades och vitet sänktes till 350 000.